# Jonas Axenberg
Jonas von Axenberg – Fin, członek szwedzkiego dworu króla Zygmunta III Wazy, sekretarz Zygmunta III Wazy.
Do Polski przybył w 1598 roku.